# Olivpress

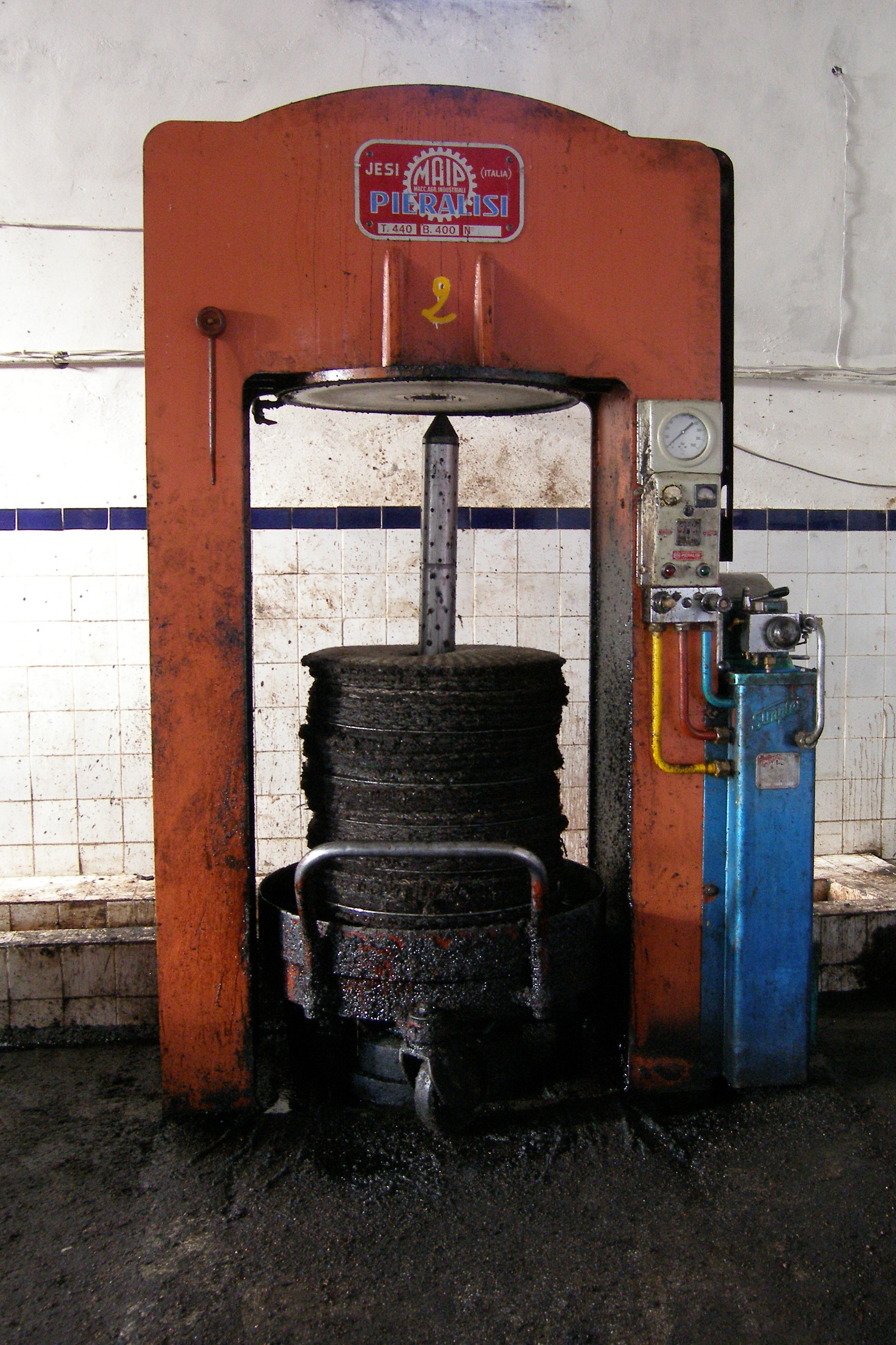
Olivpress i en olivoljefabrik nära Marrakech.

En olivpress är en anordning för att tillverka olivolja från oliver. Olivpressar har funnits sedan antiken, men har mekaniserats under industriella revolutionen.